# Тим Висер
Тим Висер (енгл. Tim Visser; 29. мај 1987) професионални је рагбиста, који тренутно игра за премијерлигаша Харлеквинс. Висер је рођен у Холандији, али наступа за Шкотску.

## Биографија
Висок 195 цм, тежак 109 кг, у каријери је пре Квинса играо за Њукасл фалконсе и Единбург рагби. За репрезентацију Шкотске одиграо је 23 тест мечева и постигао 10 есеја.